# Dinarolacerta montenegrina
Espèce
Statut de conservation UICN

 LC  : Préoccupation mineure
Dinarolacerta montenegrina est une espèce de sauriens de la famille des Lacertidae.

## Répartition
Cette espèce est endémique du Monténégro.

## Étymologie
Son nom d'espèce lui a été donné en référence au lieu de sa découverte, le Monténégro.

## Publication originale
- Ljubisavljević, Arribas, Džukić & Carranza, 2007 : Genetic and morphological differentiation of Mosor rock lizards, Dinarolacerta mosorensis (Kolombatović, 1886), with the description of a new species from the Prokletije Mountain Massif (Montenegro) (Squamata: Lacertidae). Zootaxa, n. 1613, p. 1–22.